# Патето Яки
Патето Яки (Yakky Doodle) е анимационен герой, създаден от Hanna-Barbera Productions. Името Яки е пародия свързана с популярната песен „Янки Doodle“. Озвучава се от Джими Уелдън (р. 1923 г.) Излъчва се през 60-те години.

## История
Патето Яки (озвучен от Джими Уелдън) е антропоморфно жълто пате със зелени крила, което живее с най-добрия си приятел булдога Чопър (озвучен от Ванс Колвиг). Патето Яки периодично изпада в опасност, когато се очаква най-много. Причината обикновено е главния антагонист в шоуто Fibber Fox (озвучен от Доус Бътлър) или вторичния злодей Alfy Gator (озвучен от Доус Бътлър). Чопър яростно защитава своя „Малък приятел“ и винаги е готов да пребие Фибер или друг враг, ако е необходимо. Тенденцията е Яки да се поставя в голяма опасност но никога не получава упрек от Чопър, който вероятно се радва на ролята му на защитник. Често повтаряна фраза на Яки е: „Ти ли си майка ми?“, А една от песните, която Яки обича да пее е „Та-ра-ра-Бум-де-ай“.
Яки дебютира в епизоди „Gone to the Ducks“, „Yuk Yuk Duck“ и „Let's the Duck Out“ в „Augie Dogie and Doggie Daddy“ на „The Quick Draw show“ през 1961 г. и се появява в епизода „Live and Lion“ от анимационния сериал „Snagglepuss“.

## „Патето Яки“ в България
Сериите са излъчвани по БТ в началото на 80-те години в предаването „Лека нощ, деца“. Яки се дублира от Анастасия Янкова.
През 90-те години се излъчва в България по локалния Cartoon Network в оригинал на английски език.